# Ribas de Sil
Ribas de Sil è un comune spagnolo di 1 371 abitanti situato nella comunità autonoma della Galizia.